# Бонкур (Ер)
Бонкур (фр. Boncourt) насеље је и општина у северној Француској у региону Горња Нормандија, у департману Ер која припада префектури Евре.
По подацима из 2011. године у општини је живело 173 становника, а густина насељености је износила 41,69 становника/km². Општина се простире на површини од 4,15 km². Налази се на средњој надморској висини од 118 метара (максималној 132 m, а минималној 65 m).

## Демографија
| 1962. | 1968. | 1975. | 1982. | 1990. | 1999. | 2011. |
| ----- | ----- | ----- | ----- | ----- | ----- | ----- |
| 63    | 68    | 61    | 92    | 122   | 124   | 173   |

График промене броја становника у току последњих година